# Gottfried Schwendy
Gottfried Schwendy (* 25. September 1869 in Berlin; † 29. März 1958 in Osterode am Harz) war ein deutscher Verwaltungsjurist sowie Landrat in Osterode am Harz sowie in Kattowitz.

## Leben
Schwendy studierte Rechtswissenschaften in Heidelberg und Berlin und wurde in Heidelberg 1889 Mitglied des Corps Vandalia. 1891 legte er in Berlin das Referendarexamen ab. 1894 wurde er Regierungsreferendar in Schleswig, 1897 Regierungsassessor in Neustadt a. Rbg., später in Frankfurt am Main und am Oberpräsidium in Königsberg. 1906 wurde er Landrat des Kreises Osterode am Harz, 1916 Landrat des Kreises Kattowitz und 1917 dort gleichzeitig Polizeipräsident. 1924 wurde er Regierungsvizepräsident in Breslau, 1930 Kommissar für die Osthilfe.
Schwendy war Mitgründer, langjähriger Vorsitzender und Ehrenvorsitzender des Heimat- und Geschichtsvereins Osterode und Umgebung e. V.